# Publio Servilio Prisco Estructo
Publio Servilio Prisco Estructo  fue un político y militar romano del siglo V a. C. perteneciente a la gens Servilia.

## Familia
Prisco fue miembro de los Servilios Priscos, una rama familiar patricia de la gens Servilia. Fue padre de Cayo Servilio Estructo Ahala y Espurio Servilio Estructo.

## Carrera pública
Obtuvo el consulado en el año 495 a. C. Con su colega, Apio Claudio Sabino, condujo la guerra contra los volscos y tomó Pomecia, su capital. Posteriormente, se enfrentó a sabinos y auruncos a quienes derrotó.
Durante las luchas entre patricios y plebeyos, propuso legislar a favor de estos últimos. Sin embargo, su antiguo colega consular se opuso a sus medidas, por lo que Prisco acabó enemistado con ambas partes en conflicto.